# România, te iubesc!
România, te iubesc! (¡Rumanía, te amo! en español) Es un programa de televisión de Rumania, presentado por Cristian Leonte, el cual es transmitido por el canal Pro TV y que se emite cada domingo. El programa se destaca por realizar investigaciones impactantes sobre el sistema médico en Rumania, la deforestación ilegal, negocios que tienen como base la fe en Dios y la religión, la degradación y falta de infraestructuras en el país o la corrupción política, también sobre el turismo en Rumanía y muchos otros.
Los periodistas encargados de las investigaciones son: Paula Herlo, Alex Dima, Rareş Năstase, Cosmin Savu y Paul Angelescu, quienes además exponen ante ministros, autoridades o jefes de gobierno frente a los problemas sobre los cuales piden soluciones.

## Impacto mediático
La fuerza de las investigaciones e informes presentados en los reportajes ha sido tan grande que ha motivado que se hayan cambiado leyes en Rumanía. "Rumania, la gran deforestación" de Alex Dima cambió la ley de seguridad nacional. El reportaje "¿Sabes cómo está tu hijo?" firmado por Paula Herlo,  dio paso a una nueva ley de protección infantil, además este mismo reportaje fue reconocido en los premios Emmy de 2008, por su parte el programa titulado "Quiero a mis padres también" llevó a un cambio en la ley de adopción. 
La serie de informes sobre el saqueo de la industria rumana por Cosmin Savu sacudió el sistema y provocó el despido de altos funcionarios, y la campaña "Estándar para el Este" de Rareş Năstase inspiró a las autoridades rumanas a analizar productos similares por primera vez en el país.